# خواب (داستان کوتاه)
«خواب» (آلمانی: Ein Traum) داستانی کوتاه از فرانتس کافکا است.
مشهور است که کافکا مجذوب خواب‌ها بوده است که گمان می‌کرد قدرت فوق‌العاده‌ای هم از لحاظ خلاقیت و هم از لحاظ احساسی دارند.